# Henrik den svarte
Henrik "den svarte" av Bayern (tyska Heinrich "der Schwarze"), född 1074/1075, död 13 december 1126 i Ravensburg och begravd i klostret Weingarten, var hertig av Bayern under namnet Henrik IX från 1120 till sin död. 
Son till hertig Welf I av Bayern (död 1101) och Judith av Flandern (död 1094).
Han gifte sig någon gång mellan 1095 och 1100 med Wulfhild av Sachsen (född någong gång mellan 1071 och 1075, död 1126) och fick med henne sonen Henrik, som sedermera blev hertig av både Bayern och Sachsen.